# Шосейна (станція)
Шосейна — залізнична станція Жовтневої залізниці. Розташована в Московському районі Санкт-Петербурга на розі Пулковського шосе та Кільцевої автомобільної дороги.
Назва дана по Київському шосе (нині ця частина називається Пулковським шосе). Спочатку була розташована на Варшавській лінії на північ від нинішнього місця розташування.
В основному станція працює як вантажна. Для співробітників станції на ній здійснюється зупинка частини електропоїздів що проходять, посадка і висадка виконується зі службового тамбуру головного вагона.
В 1967 році, коли Варшавську лінію об'єднали з Балтійською, розібравши залізницю по Варшавській вулиці, на сполучній лінії була відкрита платформа «Аеропорт», що знаходилася по той бік Київського шосе. Після цього станція стала використовуватися тільки як вантажна. В цей же період станція змістилася на південь від колишнього місця знаходження.
Через станцію було дано первинна назва аеропорту Ленінграда (нині «Пулково») — Шосейний.